# Bonifika Hall
Le Bonifika Hall est un complexe sportif polyvalent situé à Koper, en Slovénie.

## Événements
- Septembre 2013 : Championnat d'Europe de basket-ball, 1er tour.